# Janez Brajkovič
Janez Brajkovič (Metlika, 18 de desembre de 1983) és un ciclista eslovè, professional des del 2005. Actualment milita a l'equip Bahrain-Merida.
Després de la seva victòria al Campionat del món de contrarellotge sots 23 de 2004, per davant de Thomas Dekker, Brajkovič fa el seu debut com a professional a l'equip eslovè Krka-Adria Mobil, però Johan Bruyneel el fitxa l'agost del mateix any per formar part del Discovery Channel.
El 2006 lidera la Volta a Espanya durant dues etapes i l'any següent aconsegueix la victòria a la Volta a Geòrgia. El 2010 aconsegueix el que fins al moment és la seva victòria més important com a professional, el Critèrium del Dauphiné.

## Palmarès
- 2004
  -  Campió del món de contrarellotge sub-23
  -  Campió d'Eslovènia de ruta sub-23
  -  Campió d'Eslovènia de contrarellotge sub-23
  - 1r al Trofeo Banca Popolare
  - Vencedor d'una etapa del Gran Premi Tell
- 2005
  - Vencedor d'una etapa de la Jadranska Magistrala
- 2006
  - Vencedor de la classificació dels joves de la Volta a Geòrgia
- 2007
  - 1r a la Volta a Geòrgia i 1r de la classificació dels joves
- 2009
  -  Campió d'Eslovènia en contrarellotge
- 2010
  - 1r al Critèrium del Dauphiné i vencedor d'una etapa
- 2011
  -  Campió d'Eslovènia en contrarellotge
- 2012
  - 1r a la Volta a Eslovènia
  - Vencedor d'una etapa a la Volta a Catalunya

### Resultats a la Volta a Espanya
- 2006. 30è de la classificació general. Porta el mallot or durant 2 etapes
- 2007. Abandona (10a etapa)
- 2011. 22è de la classificació general
- 2013. 26è de la classificació general

### Resultats al Giro d'Itàlia
- 2009. 18è de la classificació general
- 2014. Abandona (6a etapa)

### Resultats al Tour de França
- 2010. 43è de la classificació general
- 2011. Abandona (5a etapa)
- 2012. 9è de la classificació general
- 2013. No surt (7a etapa) per culpa d'una caiguda el dia anterior.[1]
- 2017. 45è de la classificació general